# Хрестителівська сільська рада
Хрести́телівська сільська́ ра́да — адміністративно-територіальна одиниця та орган місцевого самоврядування в Чорнобаївському районі Черкаської області. Адміністративний центр — село Хрестителеве.

## Загальні відомості
- Населення ради: 1 334 особи (станом на 2001 рік)

## Населені пункти
Сільській раді підпорядковані населені пункти:
- с. Хрестителеве
- с. Мар'янівка

## Склад ради
Рада складається з 16 депутатів та голови.
- Голова ради: Бурган Інна Анатоліївна
- Секретар ради: Соломка Лідія Володимирівна

### Керівний склад попередніх скликань
| Прізвище, ім'я, по батькові | Основні відомості                                                               | Дата обрання | Дата звільнення |
| --------------------------- | ------------------------------------------------------------------------------- | ------------ | --------------- |
| Волошин Світлана Іванівна   | Сільський голова, 1969 року народження, освіта вища, позапартійна               | 26.03.2006   | 31.10.2010      |
| Волошин Світлана Іванівна   | Сільський голова, 1969 року народження, освіта вища, член Партії регіонів       | 31.10.2010   | 07.03.2014      |
| Бурган Інна Анатоліївна     | Сільський голова, 1972 року народження, освіта середня спеціальна, позапартійна | 26.10.2014   |                 |

Примітка: таблиця складена за даними сайту Верховної Ради України

### Депутати
За результатами місцевих виборів 2010 року депутатами ради стали:

#### За суб'єктами висування
| Суб'єкт висування | Кількість обраних депутатів | %    |
| ----------------- | --------------------------- | ---- |
| Партія регіонів   | 15                          | 93,8 |
| Самовисування     | 1                           | 6,3  |

#### За округами
| № округу        | Прізвище, ім'я, по батькові   | Дата визнання обраним | Освіта             | Партійна приналежність | Відомості про обраного депутата                        |
| --------------- | ----------------------------- | --------------------- | ------------------ | ---------------------- | ------------------------------------------------------ |
| Партія регіонів |                               |                       |                    |                        |                                                        |
| 1               | Тітаренко Лідія Іванівна      | 05.11.2010            | вища               | член Партії регіонів   | Хрестителівський НВК, вихователь                       |
| 2               | Романенко Василь Миколайович  | 05.11.2010            | середня спеціальна | позапартійний          | СТОВ «Світанок», помічник бригадира тракторної бригади |
| 3               | Кожушний Михайло Павлович     | 05.11.2010            | вища               | член Партії регіонів   | Хрестителівський НВК, вчитель                          |
| 5               | Євмина Микола Миколайович     | 05.11.2010            | вища               | член Партії регіонів   | СТОВ «Світанок», інженер по охороні праці              |
| 6               | Бондар Ігор Миколайович       | 05.11.2010            | вища               | член Партії регіонів   | СТОВ «Світанок», бригадир тракторної бригади           |
| 7               | Сивець Людмила Євгенівна      | 05.11.2010            | вища               | член Партії регіонів   | Хрестителівський НВК, завуч                            |
| 8               | Руденко Іван Миколайович      | 05.11.2010            | середня спеціальна | член Партії регіонів   | СТОВ «Світанок», бригадир рільничої бригади            |
| 9               | Чорногор Марія Филимонівна    | 05.11.2010            | середня спеціальна | член Партії регіонів   | СТОВ «Світанок», головний бухгалтер                    |
| 10              | Сліпощон Юрій Миколайович     | 05.11.2010            | середня спеціальна | член Партії регіонів   | Хрестителівська сільська рада, спеціаліст              |
| 11              | Галенко Надія Василівна       | 05.11.2010            | вища               | член Партії регіонів   | Хрестителівський НВК, вчитель                          |
| 12              | Авраменко Любов Сергіївна     | 05.11.2010            | середня спеціальна | член Партії регіонів   | СТОВ «Світанок», бухгалтер                             |
| 13              | Соломка Лідія Володимирівна   | 05.11.2010            | вища               | член Партії регіонів   | Хрестителівська сільська рада, секретар                |
| 14              | Шуть Володимир Ількович       | 05.11.2010            | середня            | член Партії регіонів   | СТОВ «Світанок», завідувач МТФ                         |
| 15              | Хало Микола Іванович          | 05.11.2010            | середня спеціальна | член Партії регіонів   | СТОВ «Світанок», механік автогаража                    |
| 16              | Шаповал Анатолій Васильович   | 05.11.2010            | середня спеціальна | член Партії регіонів   | СТОВ «Світанок», агроном-хімік                         |
| Самовисування   |                               |                       |                    |                        |                                                        |
| 4               | Ломака Анатолій Володимирович | 05.11.2010            | середня спеціальна | позапартійний          | СТОВ «Світанок», бригадир рільничої бригади            |